# گام سیاره‌ای

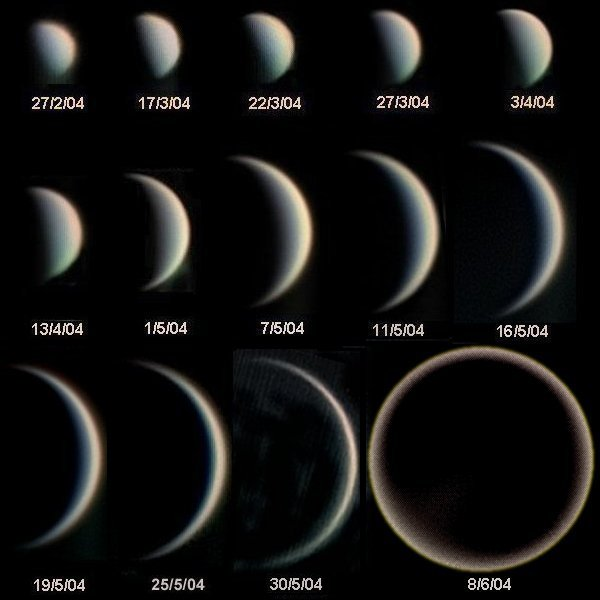
شکل‌گیری گام‌های زهره و قطر زاویه‌ای

یک گام سیاره‌ای ((به انگلیسی: Planetary phase))، بخشی از سطح روشن یک سیاره (یا کره) است که نور خورشید را؛ از دیدگاه یک نقطهٔ مشخص، (در خارج از آن سیاره) و نیز در دورهٔ زمانی؛ که این بازتاب در آن رخ می‌دهد، منعکس می‌کند.

## سیاره‌های درونی
دو سیاره درونی، عطارد و زهره، که مدارهایی کوچکتر از مدار انتقالی زمین دارند، طیف گسترده‌ای از این گام‌ها را؛ مانند ماه، هنگامی که با استفاده از یک تلسکوپ رصد شود، به نمایش می‌گذارند. مرحلهٔ «کامل شدن» این گام‌ها، (قرص کامل)، زمانی است که آنها در مقارنه خارجی با زمین، در حاشیهٔ دور خورشید؛ آن‌گونه که از زمین دیده می‌شود، هستند. (دیدن آنها در این زمان‌ها ممکن است، زیرا مدار آنها دقیقاً با مدار زمین در یک سطح نیست، بنابراین معمولاً به نظر می‌رسد که آنها کمی بالاتر از خورشید یا زیر خورشید در آسمان در حال گذرند. دیدن آنها از سطح زمین، به دلیل پراکنده بودن نور خورشید در اتمسفر زمین، دشوار است اما اگر به گونه‌ای از تابش مستقیم نور خورشید به چشم مشاهده‌گر جلوگیری شود، ناظران در فضا می‌توانند آنها را به راحتی مشاهده کنند) گام‌های سیاره‌ای وقتی جدید در هم قرار گیرند، کم و بیش بین خورشید و زمین. (بعضی اوقات به نظر می‌رسد که از دیسک خورشیدی عبور می‌کنند، که به آن گذر سیاره گفته می‌شود) در نقاط میانی مدار آنها، این دو سیاره طیف کاملی از گام‌های هلالی لبه‌دار را به نمایش می‌گذارند.

## سیاره‌های بیرونی
سیاره‌های بیرونی یا «برتر»؛ که در مدارهایی خارج از مدار زمین قرار دارند، طیف کاملی از فازها را نشان نمی‌دهند، زیرا تقریباً همیشه به صورت کمی لکه‌دار یا «قرص کامل» ظاهر می‌شوند. با این حال، مریخ؛ هنگامی که توسط خورشید در زاویه‌ای بسیار متفاوت از آنچه توسط یک ناظر روی زمین مشاهده می‌کند، تابش می‌یابد، اغلب به طرز چشمگیری با برآمدگی ظاهر می‌شود بنابراین یک ناظر در مریخ خورشید و زمین را به‌طور گسترده‌ای در آسمان بسیار دور از هم می‌بیند. این اثر برای سیاره‌های غول پیکر دور تر از مشتری به‌راحتی قابل توجه نیست، زیرا آنها آنقدر فاصله دارند که خورشید و زمین؛ همانگونه که از این سیاره‌های بیرونی از زمین دیده می‌شوند، تقریباً در همان جهت قرار دارند.